# 高橋喜平
高橋 喜平（たかはし きへい、1910年4月25日 - 2006年2月1日）は、日本の雪崩研究家、エッセイスト。
独学で長年、雪崩の研究に従事。雪氷学・氷雪研究の権威であり、日本雪氷学会賞受賞、吉川英治文化賞を受賞。また、日本エッセイスト・クラブ賞を受賞した、エッセイストでもある。日本雪氷学会名誉会員で、岩手県在住。
東京大学名誉教授の高橋延清は弟、直木賞作家の高橋克彦は甥にあたる。

## 略歴
1910年、秋田県六郷町（現・美郷町）に生まれる。7歳で、母の郷里である岩手県沢内村（現・西和賀町）に移る。1929年、岩手県立黒沢尻中学校（現・岩手県立黒沢尻北高等学校）卒業後、卯根倉（うねくら）鉱山で代用教員をしながら独学。1934年、エッセイ集『雪と人生』を朋文堂（ほうぶんどう）より出版。1936年、同年から36年間にわたり雪崩の研究に従事。この間、太平洋戦争に従軍し、病を得て帰還。1960年、日本エッセイスト・クラブ賞。1966年、日本雪氷学会賞。1971年、農林省林業試験場東北支場を定年退職後、著述業に専念。1977年、吉川英治文化賞。1987年、勲五等双光旭日章を受章。
2006年2月1日、肺炎のため岩手県西和賀町の病院で死去。享年95。

## 著作
出典
- 八幡平の不思議 - 高橋喜平92歳・新種アザミ発見／岩手日報社 2005年、ISBN 9784872013689
- 雪氷に生きる - 写真集／熊谷印刷出版部 2003年2月、ISBN 9784877202675
- のうさぎ（藪内正幸 共著）／福音館書店 2003年2月、ISBN 9784834019278
- 沢内物語／岩手日報社 2000年2月、ISBN 9784872012446
- 泥火山／秋田魁新報社 2000年2月、ISBN 9784870201743
- 「神の石」行 - 高橋喜平88歳ヒマラヤをゆく／熊谷印刷出版部 1999年12月、ISBN 9784877202392
- 想い出の十日町・雪まつり／想い出の十日町編集委員会編 1999年11月、NDC 291.41
- 岩手山焼走り熔岩流 - 特別天然記念物／岩手日報社 1998年8月、ISBN 9784872012545
- 盛岡城の石垣／岩手日報社 1997年6月、ISBN 9784872012255
- 和賀岳の四季 - 写真集（小野寺聡 共著）／岩手日報社 1997年5月、ISBN 9784872012200
- 夢はふる雪のように - 八十六歳の独居窓／日貿出版社 1997年3月、ISBN 9784817080073
- 俳句の雪女／岩手日報社 1996年1月、ISBN 9784872011852
- 雪花譜 - 自然の造形美と不可思議の世界／講談社 1995年11月、ISBN 9784061981072
- カタクリの里 - 沢内村からの春のたより（瀬川強 共著）／講談社 1995年2月、ISBN 9784062073493
- 八幡平の四季 - 写真集／岩手日報社 1994年7月、ISBN 9784872011623
- 白い妖精 - アルビノの花ばな／岩手日報社 1994年4月、ISBN 9784872011593
- あんな雪こんな氷（ちいさなたんけんたい）／講談社 1994年1月、ISBN 9784062525558
- 岩手山の四季 - 写真集／岩手日報社 1993年9月、ISBN 9784872011524
- 日本の雪と氷 - 写真集／岩手日報社 1992年12月、ISBN 9784872011449
- 雪女 - 高橋喜平エッセイ集／岩手日報社 1992年9月、ISBN 9784872011425
- 八十一歳、茜さす旅／PHP研究所 1992年4月、ISBN 9784569536149
- みちのくの山の神/岩手日報社 ／岩手日報社 1991年9月、ISBN 9784872010480
- 雪国動物記（PHP文庫）／PHP研究所 1991年12月、ISBN 9784569564340
- 東北のロビンソン - 山の神奇譚／創樹社 1990年8月、NDC 913.6
- 雪の文 - 様雪は天から送られた手紙である…（高橋雪人 共著）／北海道大学出版会 1989年3月、ISBN 9784832913110
- 岩手公園の四季／熊谷印刷出版部 1989年2月、ISBN 9784877201135
- 岩手の山やま - 写真集（高橋亭夫 共著）／熊谷印刷出版部 1987年7月、NDC 291.22
- 愛は限りなく - 老妻看護記／創樹社 1987年7月、NDC 916
- カタクリの里 - 神秘にみちた花のひみつ／大日本図書 1987年3月、ISBN 9784477165783
- 冬の十和田湖／熊谷印刷出版部 1986年10月、ISBN 9784877201111
- 雪国博物誌／クロスロード 1986年3月、ISBN 9784906125296
- 雪と氷 - 写真集／朝日新聞出版 1985年12月、ISBN 9784022554307
- 雪国のきのこ／熊谷印刷出版部 1985年9月、ISBN 9784877201234
- 岩手の山やま／熊谷印刷出版部 1985年7月、NDC 291.22
- しんしん雪の降る夜は／創童舎 1984年8月、ISBN 9784915587030
- 「植物の宝島」への旅 - 屋久杉の原生林をたずねて／大日本図書 1983年11月、ISBN 9784477165677
- 雪国ものがたり（平山英三 共著）／朝日新聞出版 1983年11月、ISBN 9784022551528
- ノウサギ日記（河合雅雄 共著）／福音館書店 1983年6月、ISBN 9784834009392
- 雪と俳句／東洋経済新報社 1982年3月、ISBN 9784492040188
- ノウサギの生態／朝日新聞出版 1982年3月、ISBN 9784022549778
- 雪国動物誌／創樹社 1981年12月、NDC 480.4
- 雪と氷の造形／朝日新聞出版 1980年12月、ISBN 9784022548092
- 雪と人生／岳書房 1980年11月、NDC 914.6
- ああ、生きて帰りたい - 比島戦記／創樹社 1980年6月、NDC 916
- 日本の雪崩 - 雪崩学へのみち／講談社 1980年2月、ISBN 9784061223820
- 雪国の人びと／創樹社 1979年1月、NDC 451.66
- マタギ狩猟用具（太田祖電 共著）／日本出版センター 1978年10月、NDC 384.3
- 雪国動物記／創樹社 1977年9月、NDC 914.6
- 雪国炉辺譚 - 沢内村だより／創樹社 1977年5月、NDC 914.6
- 遠野物語考／創樹社 1976年12月、NDC 380.4
- 日本の杉／全国林業改良普及協会 1974年、NDC 653.6
- 日本の雪／読売新聞社 1974年、NDC 451.66
- 登山技術. 第2、「雪崩」／白水社 1961年、NDC 786.1
- 積雪と森林、「東北地方の積雪分布について」／秋田営林局 1949年、NDC 654.5